# Montreux Volley Masters de 2008
O Montreux Volley Masters de 2008, em sua 24ª edição, foi realizado em Montreux, Suíça entre 4 de junho e 8 de junho de 2008. Participaram do torneio 6 seleções. A Seleção de Cuba venceu o torneio, a China ficou em segundo e a Itália em terceiro.

## Seleções participantes
- China
- Cuba
- Alemanha
- Itália
- Holanda
- Sérvia

## Classificação
| Pos | Equipe        | Pts | J | V | D | SP | SC | PP  | PC  |
| --- | ------------- | --- | - | - | - | -- | -- | --- | --- |
| 1   | Cuba          | 10  | 5 | 5 | 0 | 15 | 5  | 476 | 405 |
| 2   | China         | 9   | 5 | 4 | 1 | 13 | 7  | 467 | 431 |
| 3   | Itália        | 8   | 5 | 3 | 2 | 12 | 8  | 426 | 433 |
| 4   | Países Baixos | 7   | 5 | 2 | 3 | 6  | 11 | 372 | 409 |
| 5   | Alemanha      | 6   | 5 | 1 | 4 | 7  | 12 | 415 | 429 |
| 6   | Sérvia        | 5   | 5 | 0 | 5 | 5  | 15 | 422 | 471 |

PTS - pontos, J - jogos, V - vitórias, D - derrotas, SP - sets pró, SC - sets contra, PP - pontos pró, PC - pontos contra

### Resultados
| 4 de junho |               |       |               |                                     |
|            | Itália        | 3 - 2 | Alemanha      | (25:20; 18:25; 25:20; 18:25; 15:11) |
|            | Cuba          | 3 - 0 | Países Baixos | (25:16; 25:14; 25:21)               |
|            | China         | 3 - 2 | Sérvia        | (25:22; 25:16; 23:25; 21:25; 15:13) |
| 5 de junho |               |       |               |                                     |
|            | Alemanha      | 3 - 0 | Sérvia        | (25:23; 25:18; 25:21)               |
|            | Cuba          | 3 - 1 | China         | (25:21; 22:25; 25:16; 25:19)        |
|            | Itália        | 3 - 0 | Países Baixos | (25:23; 25:15; 25:22)               |
| 6 de junho |               |       |               |                                     |
|            | Alemanha      | 1 - 3 | Cuba          | (25:13; 26:28; 18:25; 20:25)        |
|            | Países Baixos | 0 - 3 | China         | (22:25; 30:32; 19:25)               |
|            | Itália        | 3 - 0 | Sérvia        | (25:21; 25:19; 25:21)               |
| 7 de junho |               |       |               |                                     |
|            | Países Baixos | 3 - 0 | Alemanha      | (25:20; 26:24; 26:24)               |
|            | Sérvia        | 1 - 3 | Cuba          | (19:25; 26:24; 23:25; 21:25)        |
|            | Itália        | 1 - 3 | China         | (23:25; 25:22; 16:25; 16:25)        |
| 8 de junho |               |       |               |                                     |
|            | Sérvia        | 2 - 3 | Países Baixos | (20:25; 23:25; 25:21; 29:27; 12:15) |
|            | China         | 3 - 1 | Alemanha      | (25:19; 25:19; 23:25; 25:19)        |
|            | Itália        | 2 - 3 | Cuba          | (27:25; 26:24; 12:25; 20:25; 10:15) |